# 死霊

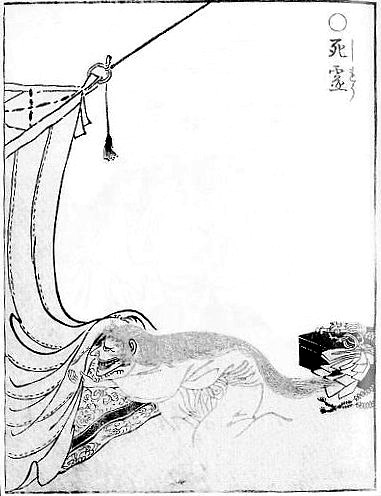
鳥山石燕『画図百鬼夜行』より「死霊」

死霊（しりょう、しれい）は、死者の霊魂。生霊の対語としても使われる。

## 概要
死霊の話は古典文学や民俗資料などに数多く残されており、その振る舞いも様々である。『広辞苑』によれば、死霊とは人にとりついて祟りをする怨霊のこととされているが、生霊のように人に憑いて苦しめる以外にも、自分を殺した者を追い回したり、死んだ場所をさまよったり、死の直後に親しい者のもとに挨拶に現れたり、さらに親しい者を殺して一緒にあの世へ連れて行こうとする話もある。
『遠野物語』には、娘と2人暮しだった父親が死んだ後、娘の前に父の死霊が現れ、娘を連れ去ろうとした話がある。娘は怖がり、親類や友人に来てもらったが、それでも父親の死霊は娘を連れ去ろうと現れ、1ヶ月ほど経ってようやく現れなくなったという。